# Louis Metz

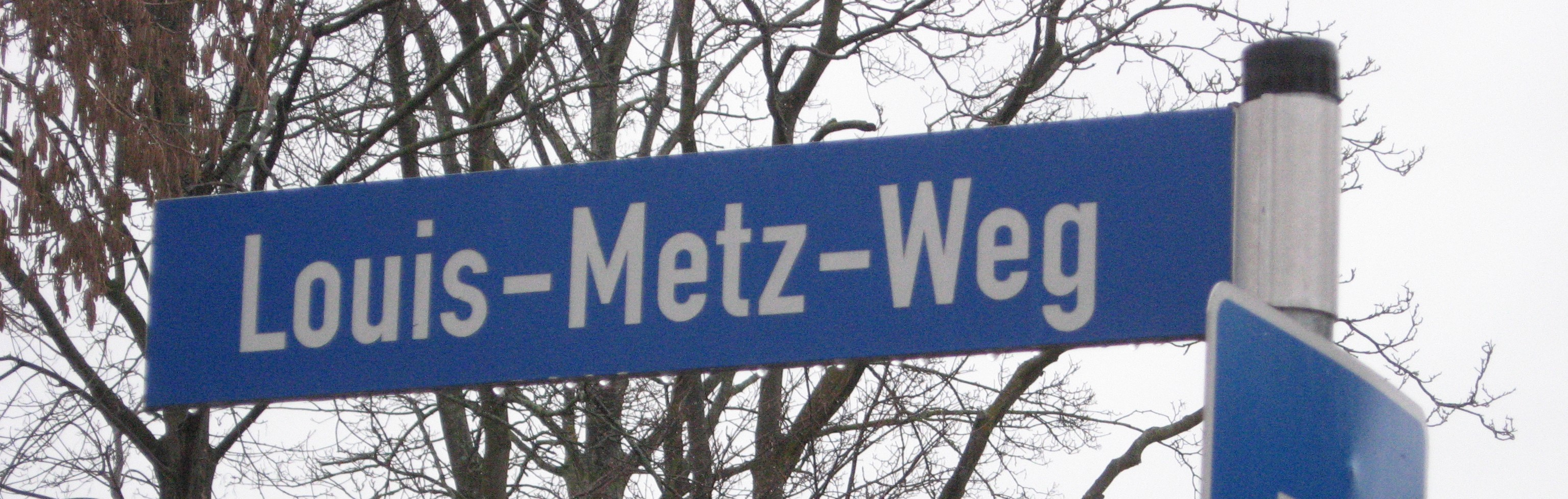
Straßenschild in Gera

Friedrich Louis Metz (* 23. September 1802 in Zeulenroda; † 6. Januar 1882 in Gera) war ein deutscher Nadlermeister und Politiker.

## Leben
Metz war der Sohn des Hutmachers Carl Friedrich Metz aus Zeulenroda und dessen Ehefrau Christiane Sophie geborene Scheibe. Er war evangelisch-lutherischer Konfession und heiratete in Basel Philippine von Windisch (* 27. Oktober 1801 in Basel; † 15. Februar 1886 in Leipzig), die Tochter des Kaufmanns Johann Jacob von Windisch aus Stuttgart. 
Er lebte bis 1846 als Nadlermeister in Gera. Zum 15. Januar 1846 wurde er dort Ratsassessor. Ab dem 19. Dezember 1851 war er Erster Stadtrat und 1864 bis 1867 Bürgermeister. Danach lebte er als Rentier in Gera.
Vom 2. bis 15. November 1848 war er als Stellvertreter von Heinrich Bruhm Abgeordneter im ersten Landtag Reuß jüngerer Linie für die Stadt Gera.
Er wurde zum Ehrenbürger der Stadt Gera ernannt. Dort ist auch eine Straße (Louis-Metz-Weg) nach ihm benannt.